# Liu Jun
Liu Jun (chiń. upr. 刘军; chiń. trad. 劉軍; pinyin Liú Jūn; ur. 15 października 1969 w Hebei) – chińska koszykarka, występująca na pozycji rzucającej lub niskiej skrzydłowej, reprezentantka kraju, multimedalistka międzynarodowych imprez koszykarskich.

## Osiągnięcia
Na podstawie, o ile nie zaznaczono inaczej.

### Reprezentacja
Seniorska
- Wicemistrzyni:
  - olimpijska (1992)[3]
  - mistrzostw świata (1994)[4]
- Brązowa medalistka igrzysk azjatyckich (1994)[5]
- Uczestniczka igrzysk olimpijskich (1992, 1996 – 9. miejsce)[6][7][8]

Młodzieżowa
- Mistrzyni uniwersjady (1993)
- Uczestniczka mistrzostw świata U–19 (1989– 9. miejsce)[9]